# Sweder d'Abcoude

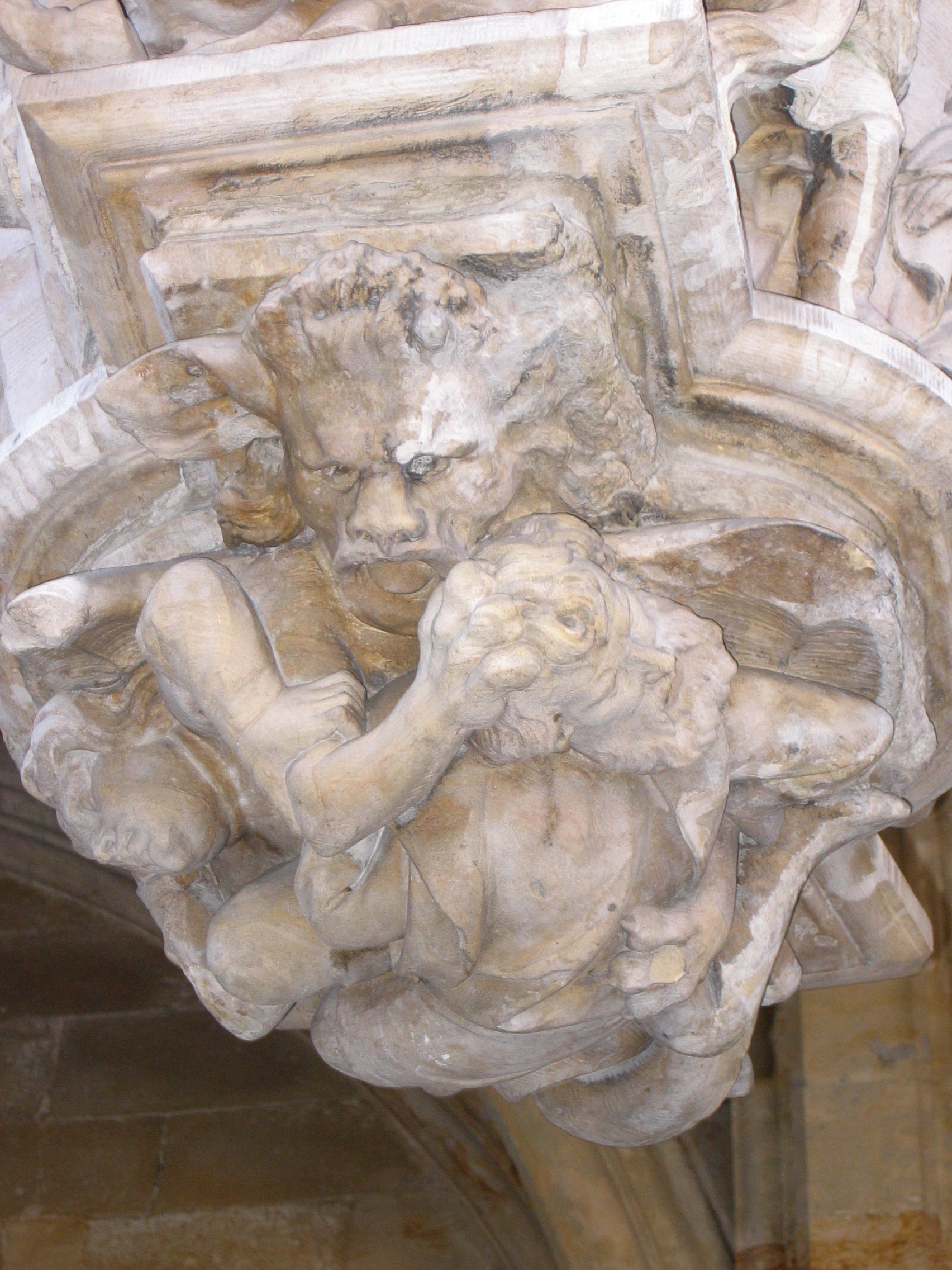
Cul-de-lampe de l'hôtel de ville de Bruxelles : le diable emportant l'âme du seigneur de Gaesbeek

Sweder III de Zuylen d'Abcoude, seigneur de Gaasbeek, Putte, Strijen, Wijk et Durstede est né vers 1340 et décédé à Radda in Chianti (Toscane) le 22 ou le 23 avril 1400. Il fut conseiller de Jeanne de Brabant et inscrivit son nom dans l'histoire comme commanditaire de l'assassinat d'Éverard t'Serclaes.
Il fut l'un des six arbitres que choisit la duchesse de Brabant pour négocier la paix avec Guillaume VII de Juliers.
Une partie de la seigneurie d'Aa lui échoit en 1381.
Cherchant à annexer le bailliage de Rhode, faisant partie du Quartier de Bruxelles, il fit assassiner l'échevin bruxellois Éverard t'Serclaes qui s'opposait à ses projets en 1388. Mais les Bruxellois assiègent et ruinent son château en représailles.
Sweder mourut le 12 avril 1400, en se rendant à la célébration de l'année sainte à Rome.
Un géant le représentant participe aux défilés carnavalesques dans les villes du Brabant wallon.

## Famille[2]

### Parents
Sweder d'Abcoude est le fils de Gisbert III d'Abcoude et de Jeanne de Hornes (nl) († 1356).

### Mariage et filiation
De son mariage en 1372 avec Anne de Leiningen († 1447) naîtront trois enfants :
- Jeanne d'Abcoude, née vers 1376 ; mariée le 8 mai 1388 avec Jean III de Namur, mort en 1429.
- Jacques d'Abcoude (nl), seigneur de Gaasbeek, Putten, Strijen, Abcoude, Wijk, Durstede et Cranendonk, v. 1389-1459 ; épouse Jeanne de Ligne en 1415. Leur fils, Antoine, décéda du choléra à l'âge de 9 ans.
- Jola d'Abcoude († 1443) ; mariée avec Hubert V de Culemborg (nl) († 1424).

### Descendance naturelle
Hors mariage, Sweder eut encore 1 garçon et 7 filles.
- Guillaume de Gaasbeek, dit de Clèves, né vers 1365 ; marié le 3 décembre 1395 avec Marguerite Fraybaert ; sans descendance. Il fut l'un des agresseurs d'Éverard t'Serclaes[3].
- Clémentine de Gaasbeek, née vers 1365 ; mariée avec Jean van de Voorde
- Bélia de Gaasbeek, née vers 1365 ; mariée avec Gérard de Facuez, seigneur de Muelesteen
- Reyner de Gaasbeek, née vers 1366 ; mariée en 1383 avec Henri van Zuut Oert
- Béatrisen de Gaasbeek, née vers 1366 ; mariée en 1380 avec Jan van der Borch
- Sophie de Gaasbeek, mariée vers 1428 avec Hendrick van Lockhorst
- Ida de Gaasbeek, morte en 1444 ; mariée avec Jean van Stalle
- Mobilia de Gaasbeek, morte en 1418

## Armoiries
Selon l'Armorial de Gelre (Folio 83r, Le Seigneur de Gaesbeeck), son blason prenait la forme suivante :
| Figure | Blasonnement |
|        | Ecartelé : I, de gueules, à trois "colonnes" stylisées (zuilen) d'argent (famille Zuylen d'Abcoude) ; II, cousu de sable, au lion d'argent, armé, lampassé et couronné d'or (Gaesbeck) ; III, fascé d'azur et d'or, l'azur chargé de neuf flanchis d'argent (4, 3 et 2) ; IV, D'or, à trois flanchis de gueules (Stryen). Cimier : Un vol banneret d'or, couronné de sable. |